# Sitofilia

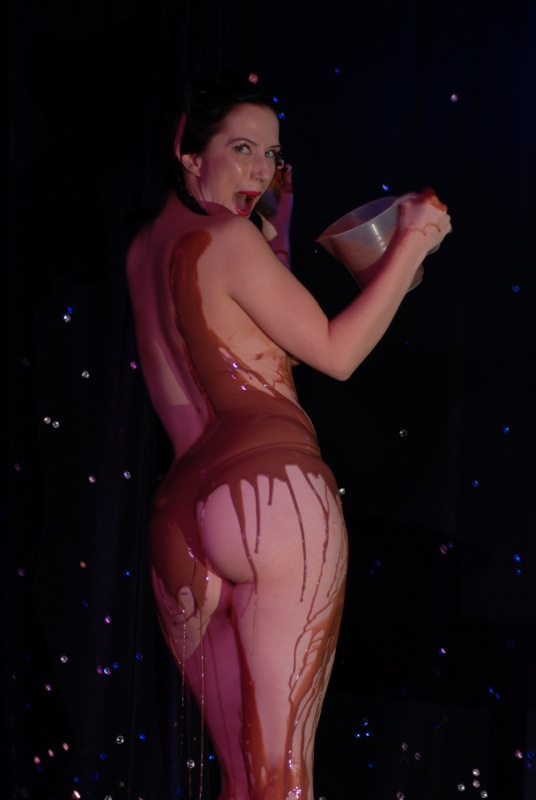
Spogliarellista ricoperta di cioccolata

La sitofilia è una forma di feticismo legata al cibo in cui viene raggiunta l'eccitazione sessuale mangiando dal corpo di un'altra persona oppure usando il cibo come stimolo sessuale.

## Descrizione
Il cibo è comunemente associato all'immaginario erotico, dal punto di vista psicoanalitico l'attaccamento alla madre durante i primi anni di vita del bambino è strettamente legato alla funzione vitale di nutrizione a cui assolve la madre stessa.
Pratiche quali mangiare cibi dolci quali cioccolata o panna dal corpo del partner rientra notoriamente nell'immaginario erotico comune. Più elaborato è invece il nyotaimori, dove vengono servite vere e proprie pietanze su un corpo nudo adagiato su un tavolo. Altra pratica consiste nel bere degli alcolici, come la tequila, versandoli su zone erogene quali l'ombelico o il seno. 
Il cibo può anche essere usato direttamente per provocare lo stimolo sessuale: banane, zucchine e altri alimenti di forma fallica possono sostituire il dildo ed essere utilizzati per la penetrazione, mentre praticando un foro su altri tipi di cibi si rende possibile anche la penetrazione attiva da parte di un uomo. Celebre è la scena del rapporto sessuale che il protagonista del film American Pie intrattiene con una torta alle mele.